# Okics
Az Okics (másképpen Oklics, horvátul: Stari grad Okić) egy várrom Horvátországban, a Plešivica-hegységben fekvő, Szamoborhoz tartozó Klake falu határában. 

## Fekvése
Klake falutól délnyugatra, a Plešivica-hegység egyik 498 méteres magaslatán található.

## Története
A térség egyik legnevezetesebb történelmi emléke Okics vára, melynek története a messzi múltba nyúlik. A Plešivica hegység egyik magaslatán emelkedő vár első írásos említése 1193-ban történt a Bor-Kalán nembeli Kalán pécsi püspök és szlavón bán oklevelében "Okich" alakban, azonban Okics valószínűleg jóval régebbi mint a horvátok jelenléte ezen a vidéken. A régészeti leletek alapján a hegy már az újkőkorban is lakott volt. A várat vélhetően még illír nemesek építették. Később a rómaiak idején innen tartották szemmel az egész vidéket és füstjelekkel adták hírül a veszélyt. A várat a századok során "Okych, Oclych, Ochylich, Ochyz, Ochinz, Okiz, Achuz, Ochus" alakban említik a korabeli források. Első ismert urai Okics grófjai (Comes de Oclych) voltak. 1214-ben említ II. András oklevele egy bizonyos Okhuz ispánt. Első név szerint is ismert birtokosa pedig a 13. században élt Jaroslav vagy Irislav, akinek Ivan nevű fia vagy unokája 1242-ben kitűnt a tatárok elleni harcban. A későbbiekben Okics a Babonicsok, a Frangepánok és az Erdődyek birtoka volt. A török háromszor ostromolta, de sohasem tudta elfoglalni, mindvégig horvát kézen maradt. A török veszély elmúltával Okics is a magányos hegyi várak sorsára jutott. Tulajdonosai elhagyták falai pedig romlásnak indultak. Tekintélyes romjai messziről látszanak a hegytetőn.

## A vár mai állapota
Okics várának romjai a Plešivice egyik 498 méteres magaslatán találhatók. A sziklát amelyen épült egyikoldalról sem lehetett másképpen megközelíteni csak egy ösvényen gyalogosan. Alsó részén az őrség számára szolgáló épületek maradványai találhatók. Innen meredek út vezet fel a kör alakú toronyhoz és a várkápolnához, melynek csak alapfalai látszanak. A vár kis alapterületen helyezkedett el, erősségét nem nagysága, hanem nehéz megközelíthetősége adta, amely lehetővé tette, hogy kis létszámú őrséggel is jól védhető volt. A vár alakja megközelítőleg háromszög alakú, melynek egyik csúcsa a legkönnyebben támadható oldal felé mutat. Itt a külön fallal is lehatárolt várpalota. A falak ma mintegy 6-8 méter magasságban állnak, számos nyílással és lőréssel. A várból nagyszerű kilátás nyílik a környező vidékre.